# Platanthera integrilabia
Platanthera integrilabia är en orkidéart som först beskrevs av Donovan Stewart Correll, och fick sitt nu gällande namn av Carlyle August Luer. Platanthera integrilabia ingår i släktet nattvioler, och familjen orkidéer. Inga underarter finns listade i Catalogue of Life.